# Canthon ibarragrassoi
Canthon ibarragrassoi är en skalbaggsart som beskrevs av Martinez 1952. Canthon ibarragrassoi ingår i släktet Canthon och familjen bladhorningar. Inga underarter finns listade.